# Kamp Columbia American Country Club
Kamp Columbia American Country Club in Shanghai, China, was een tijdens de Tweede Wereldoorlog door Japan opgezet interneringskamp voor burgers van geallieerde landen. Er waren in deze periode op het vasteland van China alsmede in Hongkong in totaal vijfentwintig van dergelijke Japanse interneringskampen met ongeveer 14.000 geïnterneerden. Twaalf daarvan bevonden zich in Shanghai. Vier van de kampen in Shanghai waren bestemd voor internering van in China werkzame missionarissen en nonnen met een paspoort van een van de geallieerde landen. In China werkzame zendelingen en hun families werden meestal in de kampen met andere burgers geïnterneerd.

## Achtergrond
Eind 1937 hadden Japanse troepen het deel van Shanghai buiten het internationale concessiegebied bezet. Op 8 december 1941, een dag na de Japanse aanval op Pearl Harbor, werd ook het gebied van de concessies bezet. De privileges die burgers van geallieerde landen hadden in het gebied hadden werden opgeheven. Die burgers werden onder meer verplicht een armband te dragen die hun nationaliteit aangaf. Vanaf eind 1942 werden die burgers geïnterneerd in de uiteindelijk twaalf kampen. Er werd daarbij een uitzondering gemaakt voor chronisch zieken, ouderen en vrouwen die gehuwd waren met een Chinese echtgenoot. Mannen met een Chinese vrouw als echtgenote werden wel geïnterneerd.

## Het kamp
De Columbia American Country Club was vanaf 1927 de sport- en recreatieclub van de Amerikaanse gemeenschap in Shanghai. Het was een gebouw met twee verdiepingen op ruim twee hectare grond aan de Great Western Road. Tijdens de herfst en winter van 1942-1943 werd het gebruikt als huisvesting om mensen die op repatriatie wachtten te huisvesten. De ruimte was beperkt en betrokkenen moesten slapen op plekken als de bowlingbaan, bars en andere clubruimten.
Die repatriatie lukte maar voor een beperkt deel van de betrokkenen en vanaf april 1943 werd het een interneringskamp. Het zwembad bleef nog enige tijd in gebruik, maar bij gebrek aan chemicaliën werd het gesloten. Er werden 358 geïnterneerden gehuisvest. Het was het best geoutilleerde kamp in Shanghai. Er was gas, elektriciteit en stromend water. Het ruimtegebrek was het grootste probleem. 125 mannen moesten op de bowlingbaan slapen en nog eens 80 in diverse bars. Vrouwen sliepen in meerdere voormalige restaurants, lounges en gangen. Families sliepen in enkele voormalige logeerruimten.
In juni 1944 werd de vrijstelling voor ouderen voor internering opgeheven. Die dienden zich te verzamelen bij de Columbia Country Club en werden daarna vervoerd naar een nieuw kamp, Kamp Lincoln Avenue. Vanaf begin 1945 werden de geallieerde bombardementen op Shanghai geïntensiveerd. De geallieerde piloten wisten echter de locaties van de kampen en vermeden die. Op het dak van het kamp waren ook doeken met het teken van het Rode Kruis aanwezig. In april 1945 werden de geïnterneerden overgeplaatst naar een locatie in het industriële gebied Yangpu waar veel heviger bombardementen waren. Japanse troepen werden in het kamp geplaatst, waar de tekens van het Rode Kruis gehandhaafd beleven. Het kamp in Yangpu werd niet getroffen door bombardementen.
In augustus 1945 werd het kamp in Yangpu bevrijd. In de periode vanaf april 1943 overleden acht personen in het kamp.
Alfabetisch op naam.  Indien een kamp meerdere rollen had, staat het in de "hoogste" groep.
Zie ook: Lijst van naziconcentratiekampen · Jappenkampen in Nederlands-Indië · Lijst van jappenkampen